# Championnats du monde de patinage de vitesse sur piste courte 2005
Les Championnats du monde de patinage de vitesse sur piste courte 2005 se tiennent du 9 au 11 mars à Pékin en Chine.

## Résultats
| Épreuves                     | Or                                                                              | Argent                                                              | Bronze                                                                   |
| ---------------------------- | ------------------------------------------------------------------------------- | ------------------------------------------------------------------- | ------------------------------------------------------------------------ |
| Hommes                       |                                                                                 |                                                                     |                                                                          |
| 9 mars : 1500 mètres         | Ahn Hyun-soo                                                                    | François-Louis Tremblay                                             | Lee Seung-hoon                                                           |
| 10 mars : 500 mètres         | François-Louis Tremblay                                                         | Charles Hamelin                                                     | Hyun-Soo Ahn                                                             |
| 11 mars : 1000 mètres        | Apolo Anton Ohno                                                                | Ahn Hyun-soo                                                        | Li Jiajun                                                                |
| 11 mars : 3000 mètres        | Apolo Anton Ohno                                                                | Ahn Hyun-soo                                                        | Lee Seung-hoon                                                           |
| 11 mars : 5000 mètres relais | Canada Charles Hamelin François-Louis Tremblay Mathieu Turcotte Steve Robillard | Corée du Sud Seo Ho-jin Song Kyung-taek Ahn Hyun-soo Lee Seung-hoon | États-Unis Apolo Anton Ohno Shani Davis Jordan Malone Alex Izykowski     |
| Classement général           | Ahn Hyun-soo                                                                    | Apolo Anton Ohno                                                    | François-Louis Tremblay                                                  |
| Femmes                       |                                                                                 |                                                                     |                                                                          |
| 9 mars : 1500 mètres         | Jin Sun-yu                                                                      | Kang Yun-mi                                                         | Wang Meng                                                                |
| 10 mars : 500 mètres         | Yang Yang (A)                                                                   | Wang Meng                                                           | Tianyu Fu                                                                |
| 11 mars : 1000 mètres        | Choi Eun-kyung                                                                  | Jin Sun-yu                                                          | Wang Meng                                                                |
| 11 mars : 3000 mètres        | Kang Yun-mi                                                                     | Jin Sun-yu                                                          | Choi Eun-kyung                                                           |
| 11 mars : 3000 mètres relais | Canada Alanna Kraus Kalyna Roberge Chantale Sevigny Tania Vicent                | Chine Yang Yang (A) Wang Meng Tianyu Fu Cheng Xiaolei               | France Stéphanie Bouvier Myrtille Gollin Céline Lecompére Choi Min-Kyung |
| Classement général           | Jin Sun-yu                                                                      | Choi Eun-kyung                                                      | Kang Yun-mi                                                              |

## Tableau des médailles
| Rang | Nation       | Or | Argent | Bronze | Total |
| ---- | ------------ | -- | ------ | ------ | ----- |
| 1    | Corée du Sud | 6  | 7      | 5      | 18    |
| 2    | Canada       | 3  | 2      | 1      | 6     |
| 3    | États-Unis   | 2  | 1      | 1      | 4     |
| 4    | Chine        | 1  | 2      | 4      | 7     |
| 5    | France       | 0  | 0      | 1      | 1     |